# 개 공포증

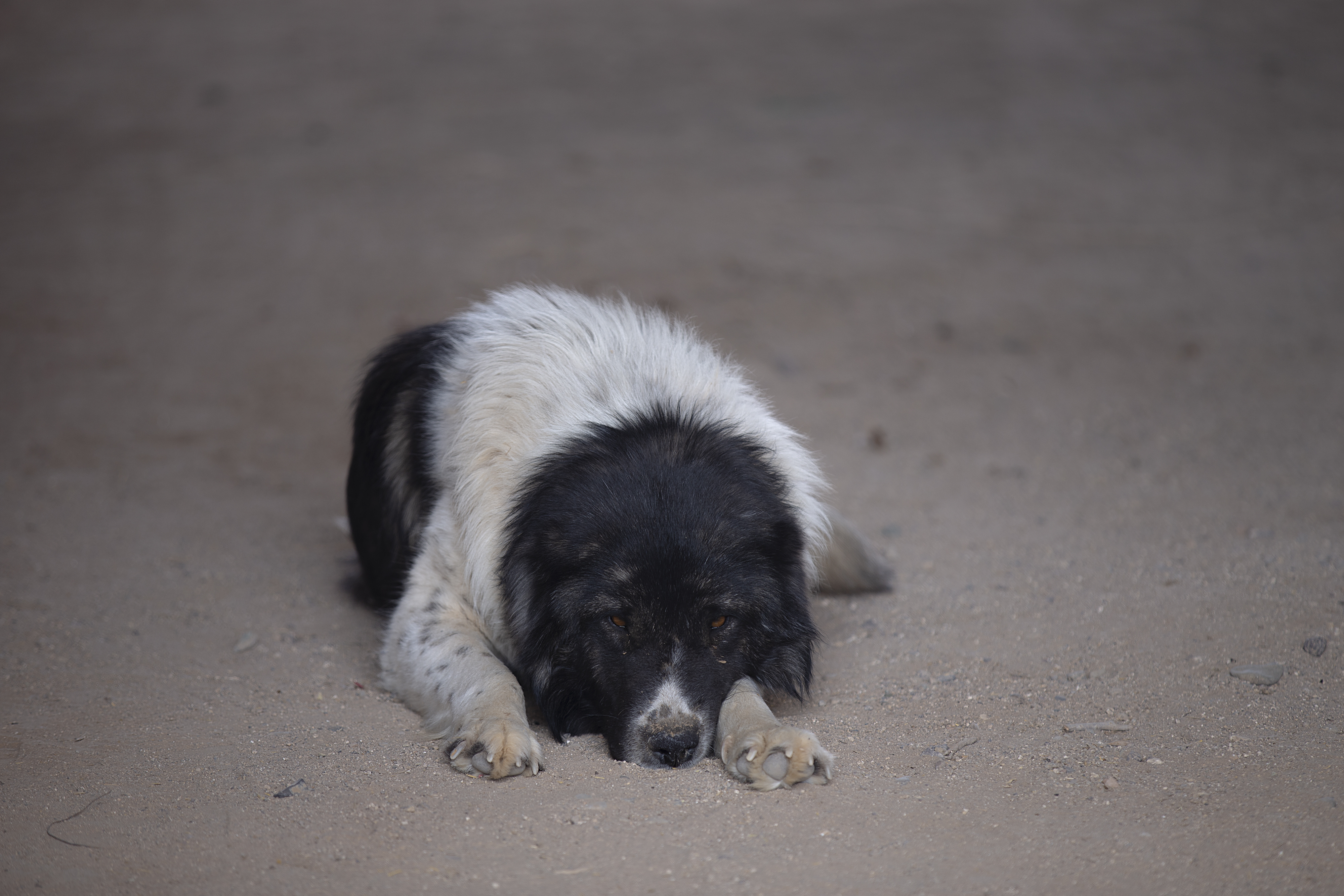
개 공포증

개공포증은 특정 공포증 중 하나이며, 개에 대한 특별한 공포감을 갖는 것을 말한다. 개공포증을 가지는 이유는 여러 가지가 있지만, 직접적으로 물리거나 하는 경우가 많다.

## 같이 보기
- 불안장애
- 공포증 목록